# HDX4
HDX4는 독일계 회사인 조미고 비주얼 테크놀로지(Jomigo Visual Technology)사가 개발한 MPEG4 코덱이다. c't (독일의 유명한 컴퓨터 잡지) 2005년 9월호의 벤치마크 실험 결과 및 doom9.org에 따르면, 이 코덱은 실험 대상 코덱 중 가장 빠른 코덱이었다. 인코더쪽에서 약간 인코딩 효율이 떨어지기는 하였지만 말이다. 이 코덱은 다른 코덱과 마찬가지로 DivX, XviD 및 네로 디지털과 호환된다.
HDX4의 MPEG-4 구현은 ISO/IEC 14496-2의 명세 가이드라인을 따른다. 이 가이드라인은 심플 프로파일 및 어드밴스트 심플 프로파일이라고 알려진 것이다.
HDX4 코덱은 "HDX4 무비 크리에이터" 스위트와 함께 번들된다. 이 소프트눼어는 휴대용 기기에 맞는 비디오를 생성해주도록 최적화되어 있다고 전해진다. 뿐만 아니라 고선명 비디오 급의 전문가용 비디오 콘텐트를 생성시켜줄 수도 있으며, 스트리밍(streaming) 용도로 쓰이는 MP4 포맷의 콘텐트를 생성시켜줄 수도 있다.
현재 이 코덱은 업계에서 널리 쓰이고 있다. 요컨데 독일계 항공사인 루프트한자, 독일 다름스타트에 위치한 프라운호퍼 IGD 등이다. 프라운호퍼 IGD는 HDX4를 이용하여 비디오 콘퍼런스 시스템 커뮤니트러스트(Communitrust)를 개발하였다. HDX4가 표준 마이크로소프트 윈도우 인터페이스를 지원하기 때문에, 업계 외에서도, 수많은 소비자 가전 제품에서도 쓰이고 있다. 예를 들어, MovieJack과 같은 애플리케이션에 쓰이는데, HDX4 코덱은 여러 다양한 비디오 포맷을 휴대 전화(3GPP)나 아이팟, 플레이스테이션 포터블 등에 맞는 비디오 콘텐트로 변환할 때 사용된다.
순수 HDX4 코덱 말고도, HDX4에 대한 SDK가 나와 있다. SDK는 MPEG-4, H.264, 고급 오디오 부호화(AAC), AMR-NB, G.726, 3GP, MP4, ASF 포맷 및 콘테이너를 사용하는 콘텐트를 생성할 수 있게끔 해준다. 또한 SDK에는 동적 업스케일링(upscaling) 및 픽처 최적화(picture optimization) 등 특수 기능도 들어가 있다.

## 제품
- HDX4 Player
- HDX4 Movie Creator
- HDX4 SDKs